# Guizengeard
Guizengeard é uma comuna francesa na região administrativa da Nova Aquitânia, no departamento de Charente. Estende-se por uma área de 14,76 km². Em 2010 a comuna tinha 170 habitantes (densidade: 11,5 hab./km²).